# Joseph-Alfred Serret
Pour les articles homonymes, voir Serret.
Joseph Serret, né le 30 août 1819 à Paris et mort le 2 mars 1885 à Versailles, est un mathématicien et astronome français, spécialement connu pour les formules de géométrie différentielle associées au trièdre de Serret-Frenet.

## Biographie
Joseph-Alfred Serret fait des études supérieures à l'École polytechnique de 1838 à 1840, puis à l’École des tabacs. Il démissionne de son emploi d'ingénieur des tabacs pour revenir à Paris où il devient examinateur au collège Sainte-Barbe. En 1847, il obtient le doctorat ès sciences mathématiques devant la faculté des sciences de Paris. En 1848, il devient examinateur d'admission à l'École polytechnique, fonction qu'il occupa jusqu'en 1862. En 1848-49, il est chargé provisoirement du cours d'algèbre et analyse supérieure à la faculté des sciences de Paris après l'admission à la retraite de Louis-Benjamin Francœur. Il tirera de ces leçons son "cours d'algèbre supérieure", tandis que la chaire est attribuée à Jean-Marie Duhamel. Il retrouve l'amphithéâtre de la faculté des sciences comme suppléant d'Urbain Le Verrier, titulaire de la chaire d'astronomie physique, en 1856, puis de 1861 à 63. Il est nommé professeur de mécanique céleste au Collège de France en 1861 (14 juin) et succède à Étienne-Louis Lefébure de Fourcy à la chaire de calcul différentiel et calcul intégral de la faculté des sciences en 1863. En 1860, il est élu à l'Académie des sciences en remplacement de Louis Poinsot. Il est également membre du bureau des longitudes et participe à la création de l'école pratique des hautes études. En 1871, il est victime d'une attaque qui le laisse diminué. Il est dès lors suppléé par Jean-Claude Bouquet à la faculté des sciences, qui lui succède à son décès.
Au Collège de France, ces leçons portèrent successivement sur les principes généraux de la théorie des perturbations (1862), sur le mouvement de rotation des corps célestes autour de leurs centres de gravité (1863), sur la variation des arbitraires et des applications de cette théorie à l'astronomie (1864), sur les méthodes d'analyse dont on fait usage dans les Théories astronomiques (1865); sur les fonctions elliptiques, en appliquant cette théorie à divers problèmes de mécanique (1866); sur quelques problèmes qui se rattachent à la théorie de la figure des corps célestes (1867); sur les perturbations du mouvement elliptique des corps célestes (1868); sur diverses questions relatives à la théorie des forces qui agissent en raison inverse du carré des distances (1869).  
En tant qu'académicien, Serret assura l'édition des œuvres mathématiques de Gaspard Monge (1850) et de Joseph Louis Lagrange (à partir de 1867).
Il est le frère de Marie-Ernestine Serret.
Une petite rue, dans le 15e arrondissement de Paris, la rue Serret, porte son nom.

## Œuvres
- Sur le mouvement d'un point matériel attiré par deux centres fixes, en raison inverse du carré des distances. Suivi de Sur la détermination de la figure des corps célestes, thèses de mécanique et d'astronomie présentées à la faculté des sciences de Paris le 25 octobre 1847
- Cours d'algèbre supérieure professé à la faculté des sciences de Paris, 1849. Cet ouvrage contient le premier exposé, dans un manuel, de la théorie de Galois sur la résolution des équations algébriques, trois ans après leur publication par Liouville, elle-même quatorze ans après la mort de Galois.
- Cours d'algèbre supérieure, 4e édition, Gauthier-Villars, Paris (tome 1, 1877 et tome 2, 1879)
- Traité de trigonométrie rectiligne et sphérique, 6e édition, Gauthier-Villars, Paris, 1880